# Ал Каида у Босни и Херцеговини
Ал Каида у Босни и Херцеговини је огранак Ал Каиде који се налази у Босни и Херцеговини, али и у околним земљама, гдје је присутан од почетка рата у Босни и Херцеговини, када је организован добровољни џихадистички одред Ел Муџахедин у Армији Републике Босне и Херцеговине. Огранак је фунционисао преко Високог саудијског комитета за помоћ Босни и Херцеговини. Спровели су терористички напад у Мостару 1997. године.

## Историја

### Рат у Босни и Херцеговини
Током рата у Босни и Херцеговини, Ал Каида је имала огроман подстицај, у погледу организације и регрутације, помажући радикализацију европских муслимана. Муџахедини су стизали из свих дијелова свијета, укључујући Француску, Индонезију, Ирак, Малезију, Мароко, Русију, Саудијску Арабију, Шпанију, Тајланд, Уједињено Краљевство, Сједињене Државе и Јемен. Након рата, Ал Каида обнавља своје везе у Босни и Херцеговини преко Високог саудијског комитета (ВСК) и његове хуманитарне организације. ВСК је основао 1993. године саудијски принц Салман ибн Абдулазиз. Организација је била уско везана и финансирана од стране саудијске владе, због чега је амерички суд организацију прогласио имуном након 11. септембра 2001. године закључујући да је то тијело саудијске владе.
Током рата, Британац Пол Гудал је убијен са неколико хитаца у главу. Радник ВСК, Абдул Хади ел Гатани је ухапшен због убиства, након што је признао да је пиштољ којим је почињено убиство у његовом власништву. Међутим, тадашње власти Републике Босне и Херцеговине су га пустиле на слободу без судског поступка. Гатани је касније убијен током борбе на страни Ал Каиде и Талибана у Авганистану.

### Период послије рата
Годину дана након рата, министарство финансије Федерације Босне и Херцеговине је спровело рацију у канцеларији ВСК током које је пронашло документа у којима је истакнуто да је ВСК сарађивала са радикалним исламистима у спровођењу терористичких акција. Исте године, радник Агенције САД за међународни развој Вилијам Џеферсон је убијен. Један од осумњичених је био Ахмед Зухаир Хандала, повезан са ВСК. Он је пуштен на слободу, иако је доказано да је убијао цивиле током рата.
НСА је 1996. године путем прислушкивања открила да принц Салман финансира исламске милитанте преко добротворних организација. Извјештај ЦИА исте године каже да „ЦИА има доказе да су чак и високи званичници добротоворних организација и надзорних одбора у Саудијској Арабији, Кувајту и Пакистану, као што су они из Високог саудијског комитета, учествовали у незаконитим активностима, укључујући и подршку терористима”.